# Mozilla Messaging
Mozilla Messaging是一個由非營利組織Mozilla基金會所成立的全資子公司，將專注於電子郵件和即時通訊等相關通訊服務的開發，其主要重點是開發Mozilla Thunderbird電子郵件客戶端。
2011年4月4日，Mozilla Messaging被合併到Mozilla基金會的Mozilla Labs團隊。